# KrAZ-255B
Il KrAZ-255B è stato l'autocarro standard di trasporto pesante per le forze sovietiche e di altri paesi, ultimo di una genia di mezzi pesanti come lo YaAZ-214 e il KrAZ-214.
Ha la capacità di trasportare circa 10t fuoristrada e l'utilizzo per trasportare mezzi come i ponti PMP per gli attraversamenti anfibi, mentre versioni specifiche comprendono le autocisterne, trattori e altro ancora.